# Haroun Bouazzi
Pour l’article homonyme, voir Wajdi Bouazzi.
Haroun Bouazzi, né en 1979 à Tunis en Tunisie, est un ingénieur et homme politique québécois d'origine tunisienne et française.
Diplômé d'un baccalauréat et d'une maîtrise en génie informatique de l'École polytechnique de Montréal, il travaille surtout à la Banque de développement du Canada, dont il est vice-président adjoint, architecture d'affaires avant son élection à l'Assemblée nationale le 3 octobre 2022. Il est alors élu député de la circonscription provinciale de Maurice-Richard sous la bannière de Québec solidaire.

## Biographie

### Jeunesse
Haroun Bouazzi est né en 1979 d'un père tunisien et d'une mère française. Arrivé au Québec à l'âge de 20 ans pour étudier à l'École Polytechnique, ses premières apparitions dans les médias québécois et canadiens remontent à son engagement contre la dictature de Ben Ali en 2010. Il est alors porte-parole du Collectif de solidarité au Canada avec les luttes sociales en Tunisie. Au lendemain de la chute du dictateur, la mobilisation à laquelle il participe réclame le gel des avoirs des familles Ben Ali - Trabelsi et aboutit, avec l'aide de parlementaires canadiens, à la décision du gouvernement de Stephen Harper de modifier la législation canadienne pour lutter contre la corruption et le détournement de fonds de chefs d'État répressifs. Il est plus tard le cofondateur d'AMAL-Québec (Association des musulmans et des Arabes pour la laïcité au Québec), une association qui se dit « féministe et plurielle » et dont le nom signifie espoir en arabe. En 2015, il fait partie des 40 personnes dont la contribution à l'avancement des droits et libertés au Québec est honorée par la Commission des droits de la personne et des droits de la jeunesse du Québec.
Diplômé d'un baccalauréat et d'une maîtrise en génie informatique de l'École polytechnique de Montréal, il travaille surtout à la Banque de développement du Canada, dont il est vice-président adjoint. En tant que co-porte-parole d'AMAL-Québec, son activisme politique vise surtout à défendre l'égalité en luttant contre le racisme et l'islamophobie. Aux côtés de militants des droits civiques, il est à l'initiative d'une demande au gouvernement québécois d'une commission sur le racisme systémique qui se retrouve au cœur d'un débat très polarisé sur lequel se positionnent les partis politiques québécois et de nombreux acteurs de la société civile. Cette demande aboutit dans un premier temps à une annonce de la ministre de l'Immigration, de la Diversité et de l'Inclusion mais, malgré le lancement des premiers travaux et à la suite d'un remaniement ministériel, le gouvernement revient sur sa décision.
Ses prises de position dans l'espace public lui valent des menaces récurrentes,.
Il a déjà animé une chronique politique hebdomadaire sur les ondes de NeoQuébec.

#### Militant laïque et antiraciste

##### Engagement pour la laïcité et contre le racisme
En 2012, Haroun Bouazzi s'engage pour la laïcité et contre le racisme en fondant l'Association des musulmans et des Arabes pour la laïcité, AMAL-Québec. Cet engagement s'intensifie avec le dépôt par le gouvernement du Parti québécois de Pauline Marois d'une Charte sur les valeurs québécoises. Le débat suscite de vifs débats et Haroun Bouazzi est l'un des intervenants réguliers sur la question à titre de coprésident d'AMAL-Québec.
Haroun Bouazzi se réclame de la pensée du sociologue Jean Baubérot pour la définition du concept de laïcité. Selon cette approche, la laïcité repose sur trois fondements : la liberté de conscience et de religion, la neutralité de l'État et la séparation des institutions religieuses et des institutions de l'État ,. Il défend à plusieurs reprises le modèle québécois de laïcité et d'intégration par opposition au modèle français. Il s'oppose ainsi à des courants politiques qui proposent d'institutionnaliser la négation de la liberté de conscience, notamment par l'interdiction du port de signes religieux. C'est le cas par exemple de la Charte des valeurs québécoises qui proposait d'interdire le port de symboles religieux par les employés de l'État.
Pour Haroun Bouazzi, des mouvances identitaires ont entrepris de se draper d'idéaux comme ceux de la laïcité ou encore de l'égalité entre les femmes et les hommes pour recouvrir des propositions politiques qui font appel à la xénophobie et promouvaient des sentiments racistes. Son engagement s'est par conséquent élargi à la lutte contre plusieurs formes de racisme, notamment l'islamophobie.
En plus de nombreuses interventions médiatiques, Haroun Bouazzi a représenté a plusieurs reprises AMAL-Québec en commission parlementaire à l'Assemblée nationale du Québec,,.

### Groupe de travail sur la prévention de la radicalisation menant à la violence
En septembre 2015, à l'initiative de Philippe Couillard, Haroun Bouazzi participe à la Table de travail intersectorielle sur la prévention de la radicalisation menant à la violence. Toutefois, après 3 ans de collaboration, il dénonce le manque de sérieux du gouvernement dans la lutte contre la discrimination et quitte le groupe.

#### Commission sur le racisme systémique
En 2016, Haroun Bouazzi est co-initiateur, avec les militants Emilie Nicolas, Will Prosper et Suzie O'Bomsawin, d'une demande au gouvernement du Québec afin de mettre sur pied une commission sur le racisme systémique,. Appuyée par une centaine de personnalités politiques, de la société civile et du monde académique, cette demande suscite de nombreux débats dans la société et fait l'objet d'une pétition citoyenne déposée à l'Assemblée nationale grâce au parrainage du député de Québec solidaire Amir Khadir. En 2017, Haroun Bouazzi est nommé par le gouvernement de Philippe Couillard sur un comité-conseil devant faire des recommandations en vue de la tenue de la consultation sur le racisme systémique,. À l'issue des travaux du comité-conseil, le gouvernement tranche sur les modalités d'organisation de la consultation et Haroun Bouazzi fait partie des voix qui s'élèvent pour critiquer les renoncements du gouvernement. Il reproche alors au gouvernement de préférer organiser une simple consultation plutôt qu'une commission et critique le manque de transparence avec lequel l'exercice entend être mené, puisque les audiences se tiendraient à huis clos. L'organisation de la consultation est confiée à la Commission des droits de la personne et des droits de la jeunesse, mais celle-ci traverse une crise majeure alors que sa présidente fait l'objet d'accusations d'abus d'autorité et de mauvaise gestion de la part de plusieurs employés,. Dans ce contexte, le début des travaux est d'abord reporté puis, à la suite d'un remaniement ministériel, l'ensemble du mandat de la consultation est modifié et il est désormais question de se pencher sur la « valorisation de la diversité et la lutte contre la discrimination »,. Haroun Bouazzi cosigne alors une tribune dans le journal La Presse, dans lequel les acteurs et organisations de la société civile sont invités à poursuivre la mobilisation.

#### Projet de loi 62
Comme plusieurs organismes de la société civile tels qu'Amnistie internationale (section Canada francophone), le Barreau du Québec et la Ligue des droits et libertés, il se prononce contre la loi 62 introduite par le gouvernement de Philippe Couillard. En invoquant la Charte québécoise des droits et libertés, il affirme qu'il est possible de limiter des droits fondamentaux à condition que cela réponde à un problème réel et urgent.

#### Groupe de réflexion pour lutter contre la discrimination
À l'initiative de la mairesse Valérie Plante, ce dernier est invité à participer au groupe de réflexion pour lutter contre la discrimination.

#### Islamophobie
Haroun Bouazzi a donné plusieurs conférences et pris la parole plusieurs fois pour expliquer le concept d'islamophobie,. Avec d'autres activistes, il se prononce en faveur de désigner le 29 janvier la « Journée nationale du souvenir et d'action contre l'islamophobie »,.

### Révolution tunisienne
Cofondateur du Collectif de solidarité au Canada avec les luttes sociales en Tunisie, Haroun Bouazzi participe depuis le Canada à la révolution tunisienne contre Ben Ali,. Son engagement pour la démocratie en Tunisie lui aura valu d'être sélectionné parmi les cinq finalistes pour le Prix de la personnalité internationale de l'année remis par le Centre d'études et de recherches internationales de l'Université de Montréal (CÉRIUM) en collaboration avec l'émission Une heure sur terre de Radio-Canada, et le quotidien Le Devoir. Le président du jury était Jean-François Lisée alors président du CÉRIUM.

### Parcours politique

#### Député à l'Assemblée nationale du Québec
Le 18 février 2022, Haroun Bouazzi annonce qu'il est candidat à l'investiture de Québec solidaire dans la circonscription de Maurice-Richard (anciennement Crémazie). Raphaël Rebelo, qui fut candidat pour le parti lors des élections générales de 2018, où il avait terminé deuxième, est également candidat. Bouazzi reçoit notamment l'appui public de Manon Massé, porte-parole féminine du parti. Il remporte l'investiture du parti par cinq voix sur 600 votes exprimés,.
Lors des élections générales de 2022, Haroun Bouazzi est élu député à l'Assemblée nationale du Québec le 3 octobre 2022,. En février 2023, des médias rapportent qu'une crise est survenue au sein de l'association solidaire de Maurice-Richard. Des membres rapportent qu'au moins 11 membres recrutés par l'équipe d'Haroun Bouazzi n'auraient pas payé eux-mêmes leur adhésion au parti. L'ensemble de l'exécutif local avait alors démissionné en bloc à la suite de l'investiture contestée de Bouazzi. Ce dernier estime de son côté que les allégations étaient fausses,.
De 2022 à 2025, Haroun Bouazzi est porte parole en matière de finances, d'économie, d'innovation et d'énergie ainsi que de cybersécurité et numérique.  En janvier 2025, il se voit confier les dossiers infrastructures, ressources naturelles et forêts, tandis que les responsabilités liées aux finances et à l'économie sont transférées à sa collègue Alejandra Zaga Mendez. Haroun Bouazzi est également porte-parole du deuxième groupe d'opposition responsable des régions de la Chaudière-Appalaches et de Laval.

#### Lutte contre la pénalité discriminatoire aux rentes de retraite des aînés invalides
Haroun Bouazzi milite aux côtés des personnes aînées invalides pour mettre fin à la  pénalité financière et discriminatoire qui est imposée sur les rentes de retraite des personnes recevant une prestation d'invalidité entre 60 et 65 ans.
À l'automne 2023, Haroun Bouazzi parraine une pétition réclamant l'abolition de celle-ci, qui atteint 5 648 signatures. À la suite de son dépôt à l'Assemblée nationale du Québec, il demande au gouvernement de tenir une séance de travail sur le sujet, puis présente un nouveau projet de loi le 20 février 2024 visant à son abolition. Le 12 mars 2024, le gouvernement du Québec annonce l'abolition de la pénalité.

#### Dossier Northvolt
Suivant l'annonce de l'arrivée d'une méga usine de batteries de la multinationale suédoise Northvolt en Montérégie, Haroun Bouazzi dénonce le manque de transparence, le saccage de l'acceptabilité sociale et les problèmes d'éthique entourant le dossier.
Critiquant le gouvernement de François Legault pour avoir selon lui privilégié les intérêts de la multinationale dans ce dossier, le député solidaire réclame la tenue d'un Bureau d'audiences publiques sur l'environnement (BAPE) avant l'implantation de la nouvelle usine. À l'automne 2023, Haroun Bouazzi parraine une pétition de 5 169 signatures demandant au gouvernement du Québec de mener une enquête du BAPE avant l'implantation de la méga-usine Northvolt en Montérégie. En partenariat avec la société civile, il participe à plusieurs manifestations et tient un point de presse au moment du dépôt de la pétition.
Il est en effet reproché au gouvernement Legault d'avoir modifié les critères environnementaux quelques mois avant l'annonce de l'arrivée de la multinationale Northvolt en Montérégie afin d'éviter à la méga usine de se soumettre à un BAPE.
L'absence de cibles de réduction des gaz à effet de serre dans le cadre du projet Northvolt est vivement dénoncée par le député solidaire Haroun Bouazzi. Avec sa collègue porte-parole en matière d'environnement, Alejandra Zaga Mendez, ils ont des échanges tendus avec les ministres de l'Environnement, Benoit Charette, et de l'Économie, Pierre Fitzgibbon. Les contradictions entre les deux ministres lors de ces discussions démontrent le manque de transparence entourant le dossier : l'un des ministres soutient que le projet de giga-usine de batteries de Northvolt ne réduira pas les GES, tandis que l'autre affirme le contraire.

#### Israël-Palestine
Haroun Bouazzi se démarque depuis son élection en octobre 2022 par ses prises de position sur le conflit israélo-palestinien, notamment en dénonçant le système d'apartheid en Israël-Palestine et le génocide en cours à Gaza.
En avril 2023, il interpelle Charles Emond, PDG de la Caisse de dépôt et placement du Québec (CDPQ), au sujet d'investissements contraires au droit international, en particulier le lien financier de la société d'État avec Policity Ltd, une entité qui gère l'Académie nationale de police d'Israël, où des pratiques répressives sont enseignées et où les agents pénitentiaires sont formés. Le patron de la CDPQ déclare alors que « Ce n'est pas le genre d'activités auxquelles ont souscrit du tout ». À l'été 2024, la CDPQ annonce la rupture de ses liens avec cette compagnie israélienne, une victoire attribuée à la mobilisation de la société civile et de Québec solidaire selon Haroun Bouazzi.
Le 1er novembre 2023, face aux efforts de destruction de Gaza par l'armée israélienne à la suite de l'attaque du Hamas du 7 octobre 2023, Québec solidaire présente une motion exigeant un cessez-le-feu par toutes les parties dans le conflit en Israël et en Palestine. Le gouvernement de François Legault décide de bloquer cette motion, une décision que le député Haroun Bouazzi juge alors honteuse lors d'une conférence de presse.
Au printemps 2024, Haroun Bouazzi parraine deux pétitions à l'Assemblée nationale. Celles-ci demandent à la Société des alcools du Québec (SAQ) et à la CDPQ de cesser de cautionner des violations du droit international.
La SAQ vend des vins dits « Faits en Israël », mais produits dans les territoires occupés, au-delà des frontières reconnues par l'ONU en 1948. Cela va à l'encontre du droit international et contribue à l'expansion des colonies illégales ainsi qu'à l'expropriation de terres. Un échange corsé entre le député et le PDG de la SAQ, Jacques Farcy, a lieu à ce sujet lors des études de crédits en avril 2024.
La pétition visant la CDPQ critique les investissements de la société d'État à hauteur de 14 milliards dans des entreprises complices de crimes de guerre et de génocide israéliens. Elle demande ainsi au gouvernement du Québec de s'assurer que la CDPQ se départe de tous ses investissements associés à des violations du droit international et mette en place un processus transparent pour s'en assurer.

#### Controverse sur le racisme à l'Assemblée nationale
Invité à prendre la parole lors d'un gala organisé le 2 novembre 2024 par la Fondation Club Avenir, un organisme œuvrant en faveur de l'intégration des populations maghrébines, Haroun Bouazzi tient des propos controversés concernant le danger associé aux discours utilisés à l'Assemblée nationale pour parler de l'immigration ː

« Dieu sait que je vois ça à l'Assemblée nationale tous les jours, la construction de cet autre, de cet autre qui est maghrébin, qui est musulman, qui est noir, qui est autochtone, et de sa culture qui, par définition, serait dangereuse ou inférieure. »

Les co-porte-paroles de Québec solidaire, Gabriel Nadeau-Dubois et Ruba Ghazal, réagissent en parlant de propos « maladroits » et « exagérés », rajoutant qu'« aucun député de Québec solidaire ne pense que les députés québécois sont racistes. ». Sa prise de parole est l'objet de critique émanant notamment de la député libérale Marwah Rizqy et du chef péquiste Paul St-Pierre Plamondon, mais lui vaut aussi l'appui de l'ancien député solidaire Amir Khadir.
Le 15 novembre, Haroun Bouazzi accorde une entrevue à Patrick Masbourian, sa seule entrevue en réaction à la controverse. Il y affirme avoir voulu faire « de la pédagogie » et y critique notamment le ministre de la Santé Christian Dubé et le ministre des Services sociaux Lionel Carmant pour des paroles qu'ils auraient prononcé critiquant l'immigration. Les paroles de Bouazzi lui valent des critiques notamment de Dubé et Carmant, du ministre Simon Jolin-Barrette, du député péquiste Pascal Bérubé et du candidat à la chefferie du Parti libéral Denis Coderre.
Le même jour en soirée, à la veille du vote pour le poste de co-porte-parolat féminine alors que les militants de Québec solidaire sont réunis en congrès, Gabriel Nadeau-Dubois fait un appel au calme en conférence de presse, indiquant que le député de Maurice-Richard et le personnel de son bureau de circonscription ont fait l'objet d'appels haineux, menaçants et violents. Deux résolutions d'urgence sont déposées par les membres lors du congrès ː l'une se dissociant des propos d'Haroun Bouazzi, l'autre au contraire prenant sa défense. Le 17 novembre, le Comité de coordination national fusionne le contenu des deux textes en une motion unique devant faire consensus ; cette dernière est adoptée, à la suite d'un débat à huis clos, à une « forte majorité ». Cette résolution réitère l'engagement du parti contre la racisme systémique et décrète notamment que le Congrès de Québec solidaire « condamne fermement les menaces, la violence et la campagne de diffamation dirigée contre le député Haroun Bouazzi et lui offre son soutien face à ces circonstances; et affirme clairement et sans ambiguïté que Québec solidaire ne soutient pas et n'a jamais soutenu que l'Assemblée nationale et ses membres sont racistes et réitère qu'il ne s'agit pas de la position du parti ».
Le matin du 19 novembre, après un caucus où les députés solidaires se sont réunis pendant une heure et vingt minutes, Haroun Bouazzi publie sur le réseau social X un message où il écrit qu'il ne pense pas « que l’Assemblée nationale et ses membres sont racistes » et présente ses excuses aux ministres Christian Dubé et Lionel Carmant. En après-midi, au Salon rouge, trois motions sans préavis sont soumises au vote de l'Assemblée nationale. Les motions présentés par les libéraux et les péquistes, affirmant que l'Assemblée nationale et ses membres ne sont pas racistes, sont adoptées avec le consentement de tous les groupes politiques. La troisième motion, présentée par le groupe caquiste, n'est pas adoptée, faute de consentement de la part du groupe parlementaire solidaire.
Le 15 novembre, dans une chronique intitulée Haroun Bouazzi, brûleur de ponts, le journaliste Paul Journet mentionne ceci : « M. Bouazzi mise sur un ressentiment bel et bien présent dans les communautés culturelles, et auquel il faut s’attarder. Mais au lieu de bâtir des ponts, il les brûle et il en est fier – il a publié son discours sur sa page Facebook. Québec solidaire défend l’interculturalisme, mais son député mise plutôt sur le communautarisme. » Par ailleurs, Michel David, dans sa chronique Bulletin de l'opposition du 10 décembre, attribue la note "E" à Haroun Bouazzi, mentionnant ceci : «Tous les députés de l’Assemblée nationale, y compris ses collègues solidaires, ont été insultés par les propos d’Haroun Bouazzi (Maurice-Richard), qui les a ni plus ni moins accusés d’encourager le racisme. Il a aggravé son cas en refusant de s’excuser. Il est difficile de voir comment il pourra se réhabiliter.»
En parallèle, plusieurs voix dans l'espace public s’élevèrent pour dénoncer le traitement politicomédiatique qu'il subit, mais également l'incapacité d’avoir un sain débat sur le racisme au Québec. C'est le cas notamment de France-Isabelle Langlois, directrice générale d'Amnistie internationale Canada francophone, et de la Ligue des droits et libertés. Haroun Bouazzi est absent de l'Assemblée nationale depuis le 20 novembre. À Québec solidaire, on doute que le député de Maurice-Richard revienne au Parlement d'ici la pause des Fêtes, le 6 décembre,. 

#### Engagement pour une justice fiscale
Haroun Bouazzi défend une imposition progressive sur le capital comme moyen pour lutter contre l'injustice fiscale.

## Résultats électoraux
|                                                                                               | Nom                     | Parti            | Nombre de voix | %      | Maj.  |
| --------------------------------------------------------------------------------------------- | ----------------------- | ---------------- | -------------- | ------ | ----- |
|                                                                                               | Haroun Bouazzi          | Québec solidaire | 10 903         | 34,7 % | 2 361 |
|                                                                                               | Audrey Murray           | Coalition avenir | 8 542          | 27,2 % | -     |
|                                                                                               | Jonathan Marleau        | Libéral          | 5 414          | 17,2 % | -     |
|                                                                                               | Chantal Jorg            | Parti québécois  | 4 612          | 14,7 % | -     |
|                                                                                               | Louise Sexton           | Conservateur     | 1 322          | 4,2 %  | -     |
|                                                                                               | Gilles Fournelle        | Vert             | 311            | 1 %    | -     |
|                                                                                               | Andrea Di Stefano       | Bloc Montréal    | 145            | 0,5 %  | -     |
|                                                                                               | Kassandre Chéry Théodat | Indépendant      | 115            | 0,4 %  | -     |
|                                                                                               | Patrick Bouchardy       | Climat Québec    | 83             | 0,3 %  | -     |
| Total                                                                                         | Total                   | Total            | 31 447         | 100 %  |       |
| Le taux de participation lors de l'élection était de 68,4 % et 419 bulletins ont été rejetés. |                         |                  |                |        |       |